# Agonoscelis versicolor
Espèce
Agonoscelis versicolor  (la punaise du mil du Soudan) est une espèce d'insectes hémiptères de la famille des Pentatomidae, originaire de l'Afrique subsaharienne.
Cet insecte est un ravageur des cultures de céréales, notamment mil et sorgho.
Au Soudan, c'est un insecte consommé par l'homme. On en tire aussi une huile utilisée dans la préparation des aliments et qui sert également à traiter la gale des chameaux.

## Synonyme
- Agonoscelis pubescens Thunberg.